# سید علی البشیر
سید علی البشیر (انگلیسی: Sayed Ali Bechir؛ زادهٔ ۲۱ ژوئن ۱۹۸۰) یک بازیکن فوتبال موریتانی‌تبار با تابعیت قطر است.

## باشگاهی
از باشگاه‌هایی که در آن بازی کرده‌است می‌توان به الریان، العربی قطر، ام صلال، الوکره، اشاره کرد.

## تیم ملی
وی همچنین در تیم ملی فوتبال قطر بازی کرده‌است.